# 燒隴關
燒隴關为東漢關隘，在今陝西隴縣隴山東坡。东汉时期，羌人多次攻打燒隴關。140年，且冻羌、傅难羌起兵反汉，一度夺取燒隴關。